# American Gears de Chicago

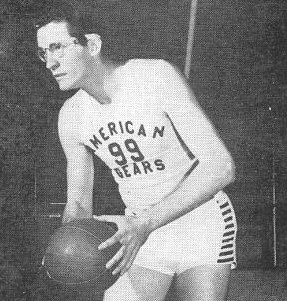
George Mikan, figure des American Gears de Chicago.

Les American Gears de Chicago (en anglais : Chicago American Gears) étaient une équipe américaine de basket-ball évoluant en National Basketball League entre 1944 et 1947 puis en Professional Basketball League of America en 1947.

## Historique
Basée à Chicago, l'équipe a disputé la National Basketball League, soit le plus haut niveau de basket-ball aux États-Unis à l'époque, entre 1944 et 1947. Elle se retire après avoir remporté le titre en 1947. En finale, emmenée par George Mikan, elle avait battu les Royals de Rochester.

## Palmarès
- Vainqueur de la NBL : 1947

## Joueurs célèbres ou marquants
- George Mikan